# Polycarpa pori
Polycarpa pori är en sjöpungsart som beskrevs av Monniot 2002. Polycarpa pori ingår i släktet Polycarpa och familjen Styelidae. Inga underarter finns listade i Catalogue of Life.